# Јасмина Вујић
Јасмина Л. Вујић (Лозница, 25. децембар 1953) јесте српско-америчка универзитетска професорка и академик. 

## Биографија
Родитељи су били учитељи у селу Завлака, у Рађевини, али су добили премештај за Шабац, тако да је Јасмина тамо одрасла и завршила основну школу и математичку гимназију.
Јасмина Вујић је некадашњи научни сарадник Института за нуклеарне науке Винча.
Дипломирала је електротехнику и нуклеарни инжењеринг, Универзитет у Београду, 1977 M.Sc. Техничка физика, Универзитет у Београду, 1984. и потом је стекла M.Sc. Нуклеарна физика, Универзитет у Мичигену, 1987. Докторирала је нуклеарну физику на Универзитету у Мичигенуу, 1990
Јасмина Вујић предаје основне курсеве о нуклеарном инжењерингу, увод до теорије нуклеарних реактора, заштиту од радијације, контрола радијације, нумеричке методе при пројектовању и анализирању реактора.
Прва је жена декан катедре за нуклеарни инжењеринг на једном од 10 најбољих и најцењенијих факултета у Америци, на Универзитету Калифорније у Берклију. Након деканске позиције, она је остала редовни професор на факултету док је уједно радила на оснивању Центра за нуклеарна истраживања, чији је и директор. Јасмина је потпредседник Тесла меморијалног удружења у Њујорку
Специјално интересовање посвећује Нумеричким методама у физици реактора, транспорту неутрона и фотона, дизајну језгра реактора и његовој анализи, заштити од радијације, биомедицинским апликацијама зрачења, оптимизацији технике.
За иностраног члана Академије наука и умјетности Републике Српске изабрана је 23. маја 2013. године.

## Награде
Добитник је бројних награда и признања за изузетан истраживачки рад, међу којима су: Awards from the University of Michigan (1988), Argonne Natio¬nal Laboratory (1991) and the University of California (1996). Добитница је плакете „Никола Тесла”, коју додјељује Влада Србије (2006) и Ордена заставе Републике Српске са златним вијенцем (2013). „Хиландарска споменица” додијељена јој је 2015. за помоћ у рестаурацији овог манастира.

## Одабрани радови
- Раичевић, Славица; Wright, Judith V; Вујић, Јасмина; Conca, James L, “Prediction of the Weathering Properties of Minerals Based on the Ion-Ion Interaction Potential”, Scientific Basis for Nuclear Waste Management XXVIII. Vol. MRS Volume 824, pp. 455-460. 2004
- D. Grgiç, D. Pevec, Б. Петровић, M. Carelli, F. Ganda, E. Padovani, C. Lombardi, F. Franceschini, W. Ambrosini, F. Oriolo, М. Милошевић, E. Greenspan, Ј. Вујић, Design of a Four-Year Straight-Burn Core for the Generation IV IRIS Reactor,

4th International Conference on Nuclear Option in Countries with Small and Medium Electricity Grids, Dubrovnik, Croatia, June 16-20, 2002
- K.N. Leung, R.B. Firestone, T.P. Lou, J. Reijonen, and Ј. Вујић, “Compact Neutron Generators for Environmental Recovery Applications,” Environmental Recovery of Yugoslavia, Београд, 521-528, 2002
- Б. Петровић, M.D., Carelli, E. Greenspan, М. Милошевић, Ј. Вујић, E. Padovani, F. Ganda, “First Core and Refueling Options for IRIS,” Proc. of ICONE 10, 10th Intl. Conf. on Nuclear Engineering, April 14-18, Arlington, 2002
- G.G Simon, M. Sokcic-Костић, and Ј. Вујић, “Characterization of Fissile Materials in Waste Packages from the Reprocessing Plant in Karlsruhe,” Transaction Am. Nucl Soc. 86, 84-85, 2002.
- M. Milosevic, E. Greenspan & Ј. Вујић, “A New SAS2H/KENO-V Methodology for a 3D depletion Analysis, presentation at PHYSOR2002: The Int. Conf. on the New Frontiers of Nuclear Technology: Reactor Physics, Safety and High-Performance Computing, Seoul, Oct. 7-10, 2002.
- D.L. Bleuel, W.T. Chu, R.J. Donahue, and Ј. Вујић, “A Benchmark of Ubertally, MCNP, and SERA in a Full BNCT Source Optimization Study,” 10th IntCongress on Neutron Capture Therapy, Essen, Sept. 8-13, 2002.